# Chrysopathes oligocrada
Chrysopathes oligocrada is een Antipathariasoort uit de familie van de Cladopathidae. De wetenschappelijke naam van de soort is voor het eerst geldig gepubliceerd in 2008 door Opresko & Loiola.